# Karl Ampt
Karl Ampt (* 11. April 1949 in Marburg) ist ein ehemaliger deutscher Basketballspieler. Er nahm an den Olympischen Sommerspielen 1972 teil und wurde mit dem MTV Gießen deutscher Meister.

## Laufbahn
Der 1,90 Meter große Flügelspieler schaffte in der Saison 1967/68 den Sprung in die Basketball-Bundesligamannschaft des MTV 1846 Gießen und wurde in seinem ersten Jahr prompt deutscher Meister. Ampt, den Spielverständnis und elegante Bewegungen auszeichneten, gab im Februar 1969 seinen Einstand in der bundesdeutschen Nationalmannschaft und wurde 1972 ins Olympiaaufgebot berufen. Während der Sommerspiele in München erzielte Ampt in acht Turnierspielen im Durchschnitt 6,3 Punkte je Partie.
Während er die meiste Zeit seiner Basketballlaufbahn in Gießen verbrachte, zog es Ampt, der Zahnmedizin studierte, zwischenzeitlich nach Ingolstadt, wo er eine Ausbildung zum Kieferchirurgen absolvierte. Er spielte von 1974 bis 1976 beim 1. FC Bamberg und war in beiden Spieljahren bester Korbschütze des Bundesligisten, ehe er nach Gießen zurückkehrte. Im Laufe seiner MTV-Zeit trat er mit der Mannschaft auch im Europapokal an. Kurz vor dem Ende des Spieljahres 1977/78, in der Gießen abermals den deutschen Meistertitel gewann, wurde Ampt nach einer Auseinandersetzung während einer Übungseinheit von Trainer Hannes Neumann suspendiert. Damit endete Ampts Bundesligakarriere.
Beruflich wurde er als Zahnarzt mit Praxis in Gießen tätig.